# Mir (Zahlungssystem)

Logo des Systems Mir

Mir (russisch Мир, ˈmʲir; lit. Welt; Frieden) ist ein nationales Zahlungssystem Russlands. Das System wird von der russischen Aktiengesellschaft NSPK betrieben, die vollständig im Besitz der Zentralbank der Russischen Föderation ist. Mit Zahlungskarten von Banken, die an das System angeschlossen sind, können deren Kunden u. a. am bargeldlosen Zahlungsverkehr teilnehmen und Geldautomaten nutzen.

## Geschichte
Erste Versuche ein nationales Zahlungssystem in Russland einzuführen gab es bereits in den 1990er Jahren. Hauptgrund für deren Scheitern war die fehlende Bereitschaft der Zentralbank das System zu finanzieren. Zwanzig Jahre später, als Reaktion auf Sanktionen der USA im Jahr 2014, wurde von Russland die Einführung eines eigenen Zahlungssystems als Alternative zu bestehenden ausländischen Systemen beschlossen. Am 5. Mai unterzeichnete der russische Präsident Putin das Gesetz zur Einführung eines nationalen Zahlungssystems. Im Jahr 2015 begann man mit der Ausgabe von Karten. Seit Dezember 2017 können Kunden des Systems mit Samsung Pay bezahlen. Seit dem April 2019 akzeptieren eine Bank in der Türkei und eine in Kirgisistan die Karten des Systems. Im Februar 2020 waren 73 Millionen Karten ausgegeben.
Seit Juli 2021 soll die Auszahlung der Renten- und Sozialleistungen des Rentenfonds der Russischen Föderation nur noch über das System Mir erfolgen.
Anfang März 2022 wurden die ausgegebenen Karten von einzelnen ausländischen Banken in Abchasien, Armenien, Kasachstan, Kirgisistan, Südossetien, Tadschikistan, der Türkei, Usbekistan, Vietnam und Belarus akzeptiert.
Im September 2022 wurde bekannt, dass US-amerikanische Behörden ausländische Banken, welche Zahlungen mit Mir Karten abwickeln, unter Druck setzen. Zahlungen in Usbekistan und der Türkei sind nicht mehr möglich. Im Dezember 2023 wurde das Mir-Zahlungsystem auch in Kuba eingeführt, zunächst in den größeren Touristikregionen wie Havanna oder Varadero.